# Cephalostachyum latifolium
Cephalostachyum latifolium är en gräsart som beskrevs av William Munro. Cephalostachyum latifolium ingår i släktet Cephalostachyum och familjen gräs. Inga underarter finns listade i Catalogue of Life.